# Йоганнес Родіг
Йоганнес Родіг (нім. Johannes Rodig; 24 березня 1917, Ошац — 10 квітня 1945, Біскайська затока) — німецький офіцер-підводник, капітан-лейтенант крігсмаріне.

## Біографія
3 квітня 1936 року вступив на флот. З січня 1940 року — вахтовий офіцер на допоміжному крейсері «Атлантіс». В січні 1942 року переданий в розпорядження командувача есмінцями. З червня 1942 року — вахтовий офіцер на есмінці Z37. В травні-жовтні 1943 року пройшов курс підводника, з листопада 1943 по січень 1944 року — курс командира підводного човна. З 14 квітня 1944 року — командир підводного човна U-878, на якому здійснив 2 походи (разом 45 днів у морі). 10 квітня 1945 року U-878 був потоплений в Біскайській затоці західніше Сен-Назер (47°35′ пн. ш. 10°33′ зх. д.) глибинними бомбами британських есмінця «Венгфішер» і корвета «Тінтагел Касл». Всі 51 члени екіпажу загинули.

## Звання
- Кандидат в офіцери (3 квітня 1936)
- Морський кадет (10 вересня 1936)
- Фенріх-цур-зее (1 травня 1937)
- Оберфенріх-цур-зее (1 липня 1938)
- Лейтенант-цур-зее (1 жовтня 1938)
- Оберлейтенант-цур-зее (1 жовтня 1940)
- Капітан-лейтенант (1 липня 1943)